# Clavella fasiculata
Clavella fasiculata is een eenoogkreeftjessoort uit de familie van de Lernaeopodidae. De wetenschappelijke naam van de soort is voor het eerst geldig gepubliceerd in 1889 door Leidy.